# しみずスーパー
しみずスーパーは、株式会社しみずがかつて群馬県内で展開していたスーパーマーケットチェーン。CGCグループに加盟していた。愛称は「しみスー」。

## 概要
群馬県前橋市に営業本部を置き、創業地の群馬県富岡市に登記上の本店を置いていた。
1950年（昭和25年）会社設立。元は富岡市の家畜商で、群馬県内各地にスーパーマーケットを出店し、群馬県民に広く親しまれる存在へと成長した。最盛期には群馬県内で同時に6店舗を運営し、年商は約30億円に上っていた。
その後は競合他社によるスーパーマーケットやドラッグストア、ディスカウントストアの出店攻勢に押されたことから、2022年（令和4年）7月をもって全店舗を閉店。会社清算手続を行い、2024年11月6日に法人格が消滅した。

## 店舗

### 会社清算時の閉店店舗
2022年7月24日に全店閉店。2022年7月時点で、群馬県前橋市に3店舗、群馬県高崎市に1店舗を展開していた。
- 青柳店（前橋市青柳町465-1）[10] - 営業本部所在地[6]、2022年7月24日閉店[1]。
- 亀里店[11]（前橋亀里店、前橋市亀里町1299-3[12]） - 2022年7月17日閉店[1]。
- 川原店（前橋市川原町40-2[13]） - 2022年7月24日閉店[1]。群馬大学制作の『群大周辺一周唱歌』第二編 川原町 三十番で「しみスー 喜伝 横に見て…」と歌われた[5]。
- 小八木店（高崎市小八木町1385[14]） - 元・ヤナイストアー バリュー小八木店[15]、2022年7月21日閉店[1]。

### 会社清算前に閉店した店舗
- 富岡店（群馬県富岡市） - 創業地。

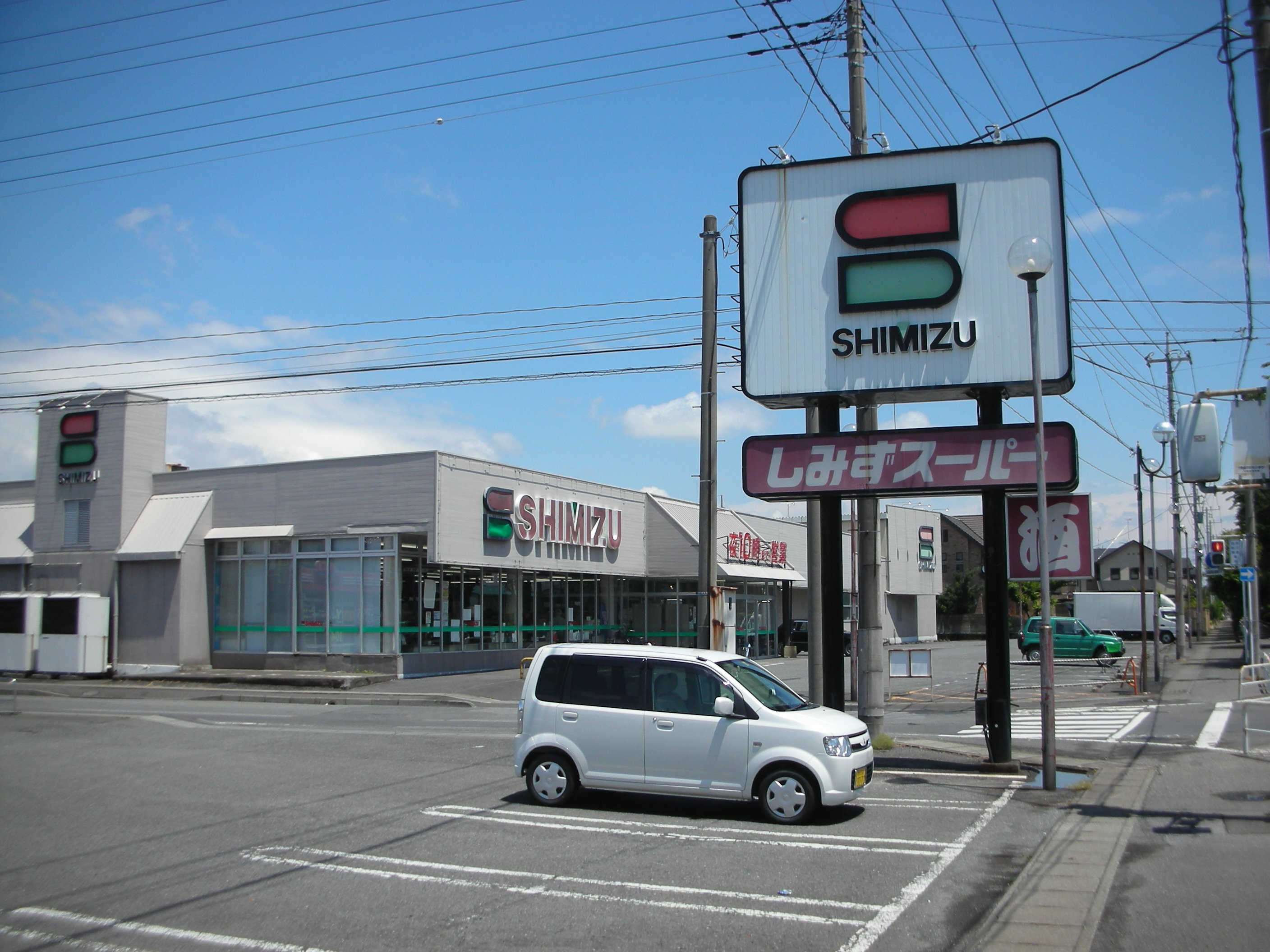
伊勢崎乾店（2011年）

  - 本店又は主たる事務所の所在地は、富岡市富岡のままである[2]。
- 大胡店（前橋市茂木町） - 2014年現在はカワチ薬品。
- 城東店（前橋市城東町）
- 下小出店（前橋市下小出町2-34-1）[16] - 2017年11月30日閉店。跡地は群馬トヨタ前橋下小出店[17]。
- 伊勢崎乾店（伊勢崎市乾町） - 2014年現在はカワチ薬品。